# けんご
けんごは、日本のTikToker、BookToker、小説紹介クリエイター、会社員、インフルエンサーである。TikTok上での活動名は「@けんご 小説紹介」である。2022年1月現在は、TwitterやInstagramを中心に活動している。

## 経歴

### クリエイター活動開始前
小学校時代から大学時代まで野球一筋をだった。両親が読書家だったため、福岡県にある実家にも小説はあったが、自身は読書をするタイプではなかったという。2人の兄がおり、1人は10歳上で、もう一人は8歳上。8歳上の兄は実業団の選手として野球を続けていたため、大学入学前までは兄と同じように実業団の選手になることを漠然と夢見ていた。しかし、野球のスポーツ推薦での大学入学後は強豪校のキャプテンを務めていた人々に囲まれ自身の限界を感じた。大学の野球部の自由時間が高校の時に比べて多かったことから、コスパを重視して趣味として読書を選んだ。ドラマの原作になったことがあるという理由で東野圭吾の小説『白夜行』を読んだことを機に大学1年生の時から読書に没頭し、以後5年間の間に800冊の本を読んだという。

### TikTokでの活動開始

#### 背景
2020年11月、野球部を引退前に野球以外のことに挑戦しようとTikTok上で小説紹介を始めた。本人曰く、読書に興味がない人によりアプローチしていくことを考えた際に、YouTubeではなく中学生や高校生の利用者が多いTikTokを中心に活動することを決めたという。また、SNSを中心に活動することを決めた背景には、大学4年時に営業職に絞って就職活動に励んだものの内定を辞退し、その後、現在も勤める会社のインターン生としてSNSの運営に携わった経歴も関係しているという。

#### 紹介動画開始当初
初期は表紙にイラストがついた小説を中心に紹介していた。TikTokに投稿し始めてから4本目の動画でこがらし輪音の『冬に咲く花のように生きたあなた』を紹介した後に重版が決定したことからTikTokの影響力を感じ始めた。その後、ジャック・ケッチャムや小林泰三などの小説を紹介してからも反響があったことからは素直に紹介したい作品を紹介し始めた。2020年12月28日の動画で紹介した櫻いいよの小説『交換ウソ日記』は、動画公開後1ヶ月で約1.5万部の増版が決まり、その後も2021年3月までに合計2.5万部の重版が行われた。

#### 『残像に口紅を』の増版・重版
2021年7月27日、TikTok上で1989年に発表された筒井康隆の小説『残像に口紅を』を30秒ほどの間で紹介した動画をハッシュタグ「#本の紹介」と共に投稿すると、同月中に『残像に口紅を』がAmazonの「日本文学」部門で1位を獲得した。なお、『残像に口紅を』を紹介したけんごの動画は同年10月3日時点で661万回のいいねが押されている。『残像に口紅を』は同月12日に3万5000部の重版、20日には2万部の増版がかけられ、1ヶ月で計8万5000部、3カ月で計10万5000部、約4ヶ月間で計6回の重版と計11万5千部の増版がかけられた。｢7月1日～27日の27日間｣に比べて、けんごの動画投稿後にあたる｢7月28日～31日までの4日間｣における主要な書店チェーン店での『残像に口紅を』の売上部数は約17倍になっていた。このため、NEWSポストセブンでは、けんごは「小説のTikTok売れ」という動きを生み出した人物だとしている。ライターの西崎圭一はこの出来事に関して、けんごの名前に触れながら、本のTikTok売れについて分析している。
2021年10月末からアプリ「ほんらぶ」でテーマに沿った小説を薦める連載が始まっている。2021年12月には「けんご大賞」と称した文学賞を始めている。2022年3月半ばに小説を刊行する予定である。

### 書評家・豊崎由美の発言を巡る騒動
2021年12月9日、書評家の豊崎由美がTwitter上でTikTokで本を紹介するクリエイターを批判する発言を行った。これに対して、読書紹介で他の人に自分の好きな本を紹介し、読書の楽しみや作品の素晴らしさを知ってもらうために活動していると主張した。また、豊崎由美の発言を受けて、これまでTikTokを仕事とせず、PR動画を一本も上げずに純粋な楽しさで活動してきたことを話しつつ、TikTokでの活動を今後も楽しめそうにないとして活動を休止することを宣言した。また、この騒動に関連して、2021年の夏頃から活動に対して批判的なダイレクトメッセージが寄せられていたことを明かしている。
ライターの飯田一史は、中学生・高校生の女子に与えた影響について触れつつ、TikTok活動休止は出版業界に大損害を与えるほどのものだとした。また、かつて一部の文芸評論家が書評家を見下していたように、書評家がTikTokerを見下す発言をしたことに対して苦言を呈している。
2021年12月のインタビューで、TikTokを休止したことに関して自身が反論などをすることによって、自身の投稿を見ている中学生や高校生が悪影響を受けることや、フォロワーなどが巻き込まれることを懸念した結果だと話している。また、同時にインスタグラム中心に活動スタイルに切り替えることを発表している。また、2022年1月のインタビューでも、TikTokでの投稿を2021年1月現在ではするつもりはなく、インスタグラムのショートムービーやテキストで発信する意向を示している。

## 小説紹介に対する姿勢・考え

### 動画制作
学生時代に動画の編集自体は学んでいたため、編集と撮影は割とすぐに終わるものの、動画内で話す内容は事前に「脚本」として一言一句書き出してから動画を制作しているため、事前準備に時間がかけていると話している。1つの撮影あたり5分ほどカメラを回し、一区切りずつ文章を話し、不要な部分をあとで削ぎ落とすという作り方を採用している。TikTokの動画は最初の3秒が9割だと話し、冒頭の1秒から3秒の使い方の工夫も行っていると話している。また、動画では対面の5分の1ほどしか感情が伝わらないと考えているため、動画では5倍増しほどのオーバーリアクションの姿勢を貫いているという。

### 小説紹介
自分が面白いと思い、満足した作品だけを紹介することをポリシーとしているため、献本されたとしてもPR動画の依頼を受けることはしないと語っている。また、自身が面白いと思う小説を広めることを小説好きとして掲げているため、漫画の紹介動画を作ることはしていないと話している。これらの行動の背景には「素直に純粋な目で作品を読んでもらいたい」という信念がある。

### 若者の読書離れ
「若者の読書離れ」に関しては疑問視しており、実際にはただ単に多数のエンターテイメントがある中で若者が小説に出会うきっかけが少なくなっていることによって行ったものだと主張している。

## けんご大賞
日本出版販売株式会社および、けんご大賞実行委員会が発表した賞。
2021年8月・9月頃に「けんご大賞」の構想をTwitter上でけんごが呟いたことを機に始まった。その年に出版された単行本を中心に大賞を決めていき、特別賞のみ文庫本から選定する方式となっている。受賞作品は、けんごが全て選定している。
| 回               | 賞                   | 受賞作品                 | 作者           | 出版社       | 出典                 |
| ---------------- | -------------------- | ------------------------ | -------------- | ------------ | -------------------- |
| 第1回 （2021年） | ベストオブけんご大賞 | 死にたがりの君に贈る物語 | 綾崎隼         | ポプラ社     | [ 24 ] [ 25 ] [ 30 ] |
| 第1回 （2021年） | けんご大賞           | N                        | 道尾秀介       | 集英社       | [ 24 ] [ 25 ] [ 30 ] |
| 第1回 （2021年） | けんご大賞           | オーラの発表会           | 綿矢りさ       | 集英社       | [ 24 ] [ 25 ] [ 30 ] |
| 第1回 （2021年） | けんご大賞           | 君の顔では泣けない       | 君嶋彼方       | KADOKAWA     | [ 24 ] [ 25 ] [ 30 ] |
| 第1回 （2021年） | けんご大賞           | 月曜日の抹茶カフェ       | 青山美智子     | 宝島社       | [ 24 ] [ 25 ] [ 30 ] |
| 第1回 （2021年） | けんご大賞           | 白鳥とコウモリ           | 東野圭吾       | 幻冬舎       | [ 24 ] [ 25 ] [ 30 ] |
| 第1回 （2021年） | けんご大賞           | ばにらさま               | 山本文緒       | 文藝春秋     | [ 24 ] [ 25 ] [ 30 ] |
| 第1回 （2021年） | けんご大賞           | 星を掬う                 | 町田そのこ     | 中央公論新社 | [ 24 ] [ 25 ] [ 30 ] |
| 第1回 （2021年） | けんご大賞           | 夜行秘密                 | カツセマサヒコ | 双葉社       | [ 24 ] [ 25 ] [ 30 ] |
| 第1回 （2021年） | けんご大賞           | 檸檬先生                 | 珠川こおり     | 講談社       | [ 24 ] [ 25 ] [ 30 ] |
| 第1回 （2021年） | 特別賞               | 白い薔薇の淵まで         | 中山可穂       | 河出書房新社 | [ 24 ] [ 25 ] [ 30 ] |

## 出演

### ラジオ
- 「JUMP UP MELODIES TOP 20」（2021年9月24日）[31]
- 「サステナ*デイズ」（2021年11月18日）[32]
- 「TALK ABOUT」（2021年9月4日、2021年9月11日）[33][34]

### 書籍
- 「TikTok ショート動画革命」（著: 日経エンタテインメント!、2021年12月13日、日経BP、ISBN 978-4-296-11143-5）[35]

### イベント
- 小説『さよならの空はあの青い花の輝くとよく似ていた』オンライントークイベント（2021年9月24日、対談相手: みあ）[36]
- 小説『死にたがりの君に贈る物語』スペシャルトークショー（2021年10月16日、対談相手: 綾崎隼）[37]
- 小説『赤と青とエスキース』発売記念スペシャル対談（2021年11月19日、対談相手: 青山美智子）[1]